# خانه خورشید خیزان

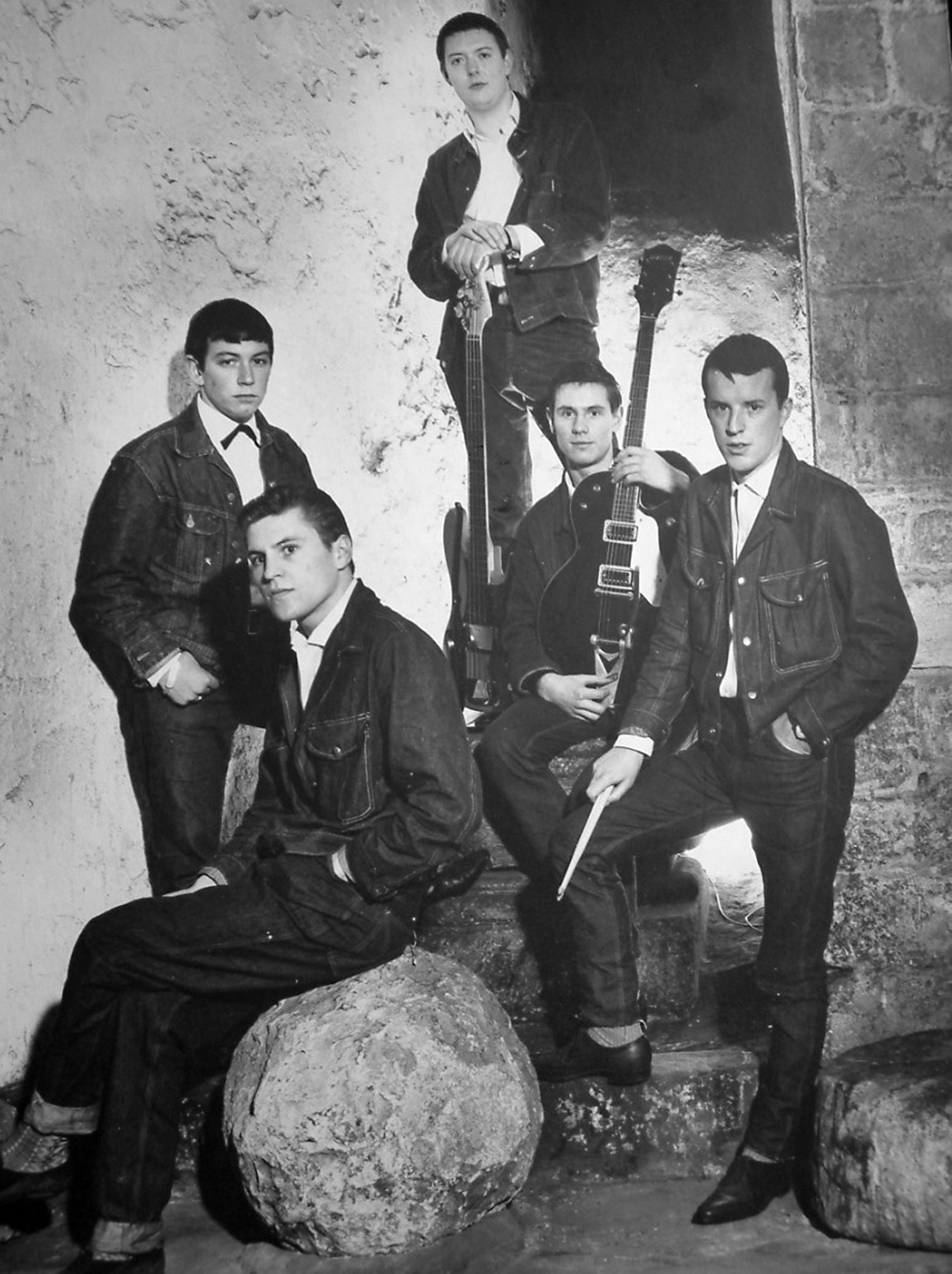
یک عکس تبلیغاتی اولیه از گروه Animals که احتمالاً در اوایل سال ۱۹۶۴ در قلعه نیوکاسل گرفته شده است. از چپ به راست: اریک بوردون (خواننده)، آلن پرایس (کیبورد)، چاس چندلر (گیتار بیس)، هیلتون ولنتاین (گیتار)، جان استیل (درامز)

" خانه خورشید خیزان " (به انگلیسی: House of the Rising Sun) یک ترانه سنتی موسیقی فولکلور است که گاه با نام " بلوز خورشید خیزان" (به انگلیسی: Rising Sun Blues) هم خوانده می‌شود. این ترانه از زندگی به خطا رفته در نیواورلئان می‌گوید؛ در بسیاری از نسخه‌ها خواننده همچنین خواهر و برادر یا والدین و فرزندان را ترغیب می‌کند که از سرنوشت مشابه خودداری کنند. موفق‌ترین نسخه تجاری، در سال ۱۹۶۴ توسط گروه راک انگلیس انیمالز ضبط شد، یک شماره یک در جدول تک‌آهنگ‌های بریتانیا و همچنین در ایالات متحده و فرانسه بود. به عنوان یک آهنگ عامیانه سنتی که توسط یک گروه راک الکتریکی ضبط شده‌است، از آن به عنوان "اولین هیت راک فولک یاد شده‌است.